# Roger Taillibert
Roger Taillibert (Châtres-sur-Cher, 21 gennaio 1926 – Parigi, 3 ottobre 2019) è stato un architetto francese specializzato nella progettazione di grandi impianti sportivi, tra cui lo stadio olimpico di Montréal in Canada e il rinnovato Parco dei Principi di Parigi, in Francia.

## Biografia
Rinomato specialista per l'uso di vele in cemento, Roger Taillibert è, tra gli altri, l'architetto della piscina di Deauville nel 1965, il famoso Parc des Princes di Parigi dal 1969 al 1972, il distretto scolastico di Chamonix-Mont- Blanc, dello stadio nord di Villeneuve-d'Ascq, inaugurato nel 1976, dallo stadio olimpico di Montreal per le Olimpiadi del 1976, allo stadio Khalifa in Qatar, dove ha anche diretto l'Aspire Sports Academy.
Ha dedicato la sua carriera alla costruzione per lo sport e nello spirito dello sport, lo spirito del record per raggiungere, disegnando materiali e tecniche il massimo delle risorse utili ed espressive; fare arte mediante la tecnologia.
Fu eletto all'Académie des Beaux-Arts il 19 giugno 1983 nella presidenza di Eugène Beaudouin. Presidente dell'Accademia nel 2004 e nel 2010, Presidente dell'Istituto nel 2010. È anche membro dell'Accademia dello sport.
È il fondatore di Taillibert International Architecture Agency.
È morto il 3 ottobre 2019 all'età di 93 anni.

## Progetti
- Parco dei Principi a Parigi (Francia)
- Stadio Lille-Metropole a Lilla (Francia)
- Stadio Olimpico a Montréal (Canada)
- Velodromo Olimpico a Montréal (oggi chiamato Montreal Biodome)
- Piscina Olimpica a Montréal
- Aspire Dome a Doha (Qatar)
- UAE Armed Forces Officer's Club